# Цикоте (Пакрац)
Цикоте су насељено место у саставу града Пакраца, у западној Славонији, Република Хрватска.

## Становништво
На попису становништва 2011. године, Цикоте су имале само 7 становника.
| Националност       | 1991.       |
| Срби               | 67 (98,52%) |
| Хрвати             | 0           |
| Југословени        | 0           |
| остали и непознато | 1 (1,47%)   |
| Укупно             | 68          |